# Acanthonchus duplicatus
Acanthonchus duplicatus är en rundmaskart som beskrevs av Christian Wieser 1959. Acanthonchus duplicatus ingår i släktet Acanthonchus och familjen Cyatholaimidae. Inga underarter finns listade i Catalogue of Life.